# Фондовый рынок в Китае

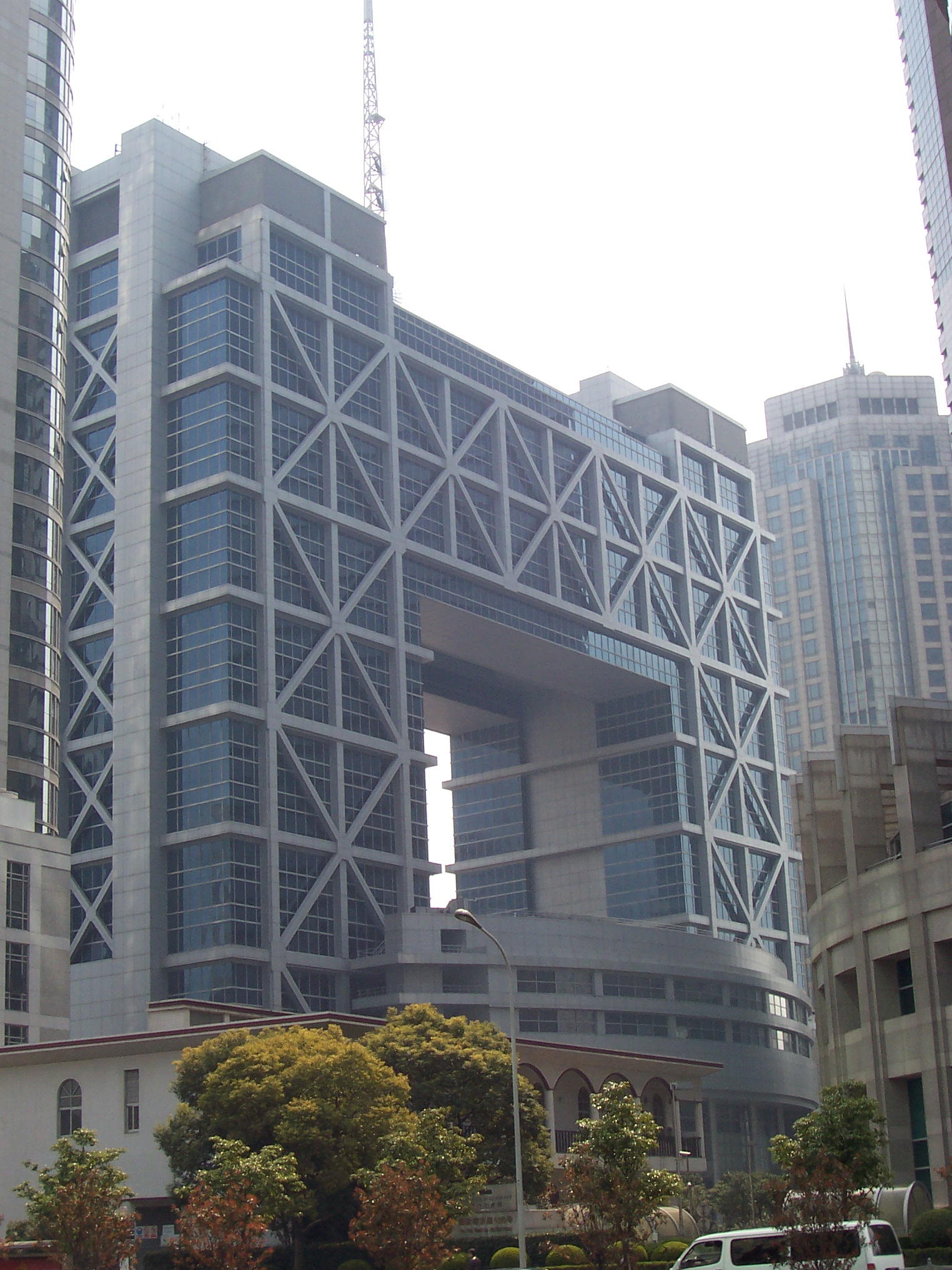
Здание Шанхайской фондовой биржи

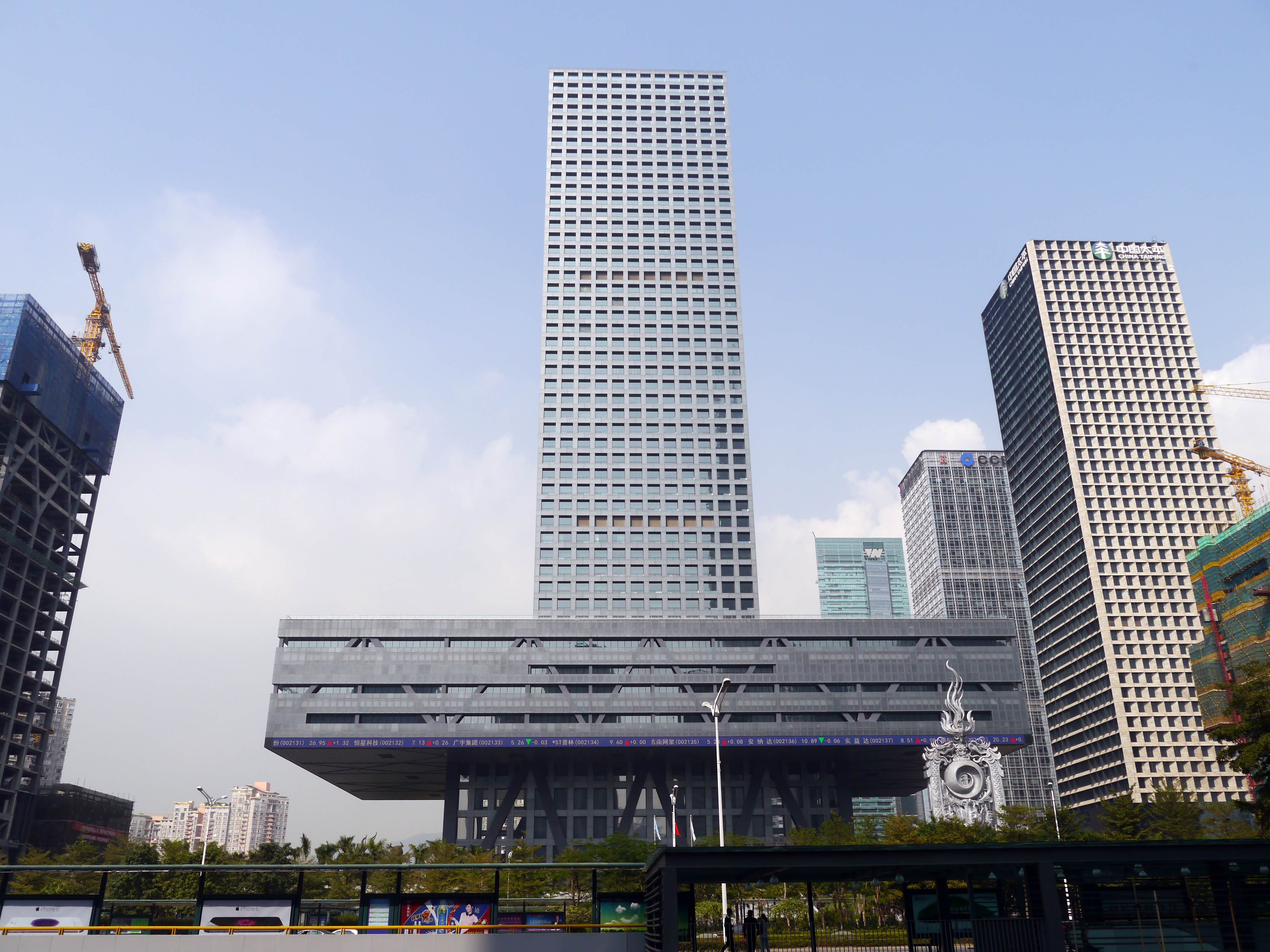
Здание Шэньчжэньской фондовой биржи

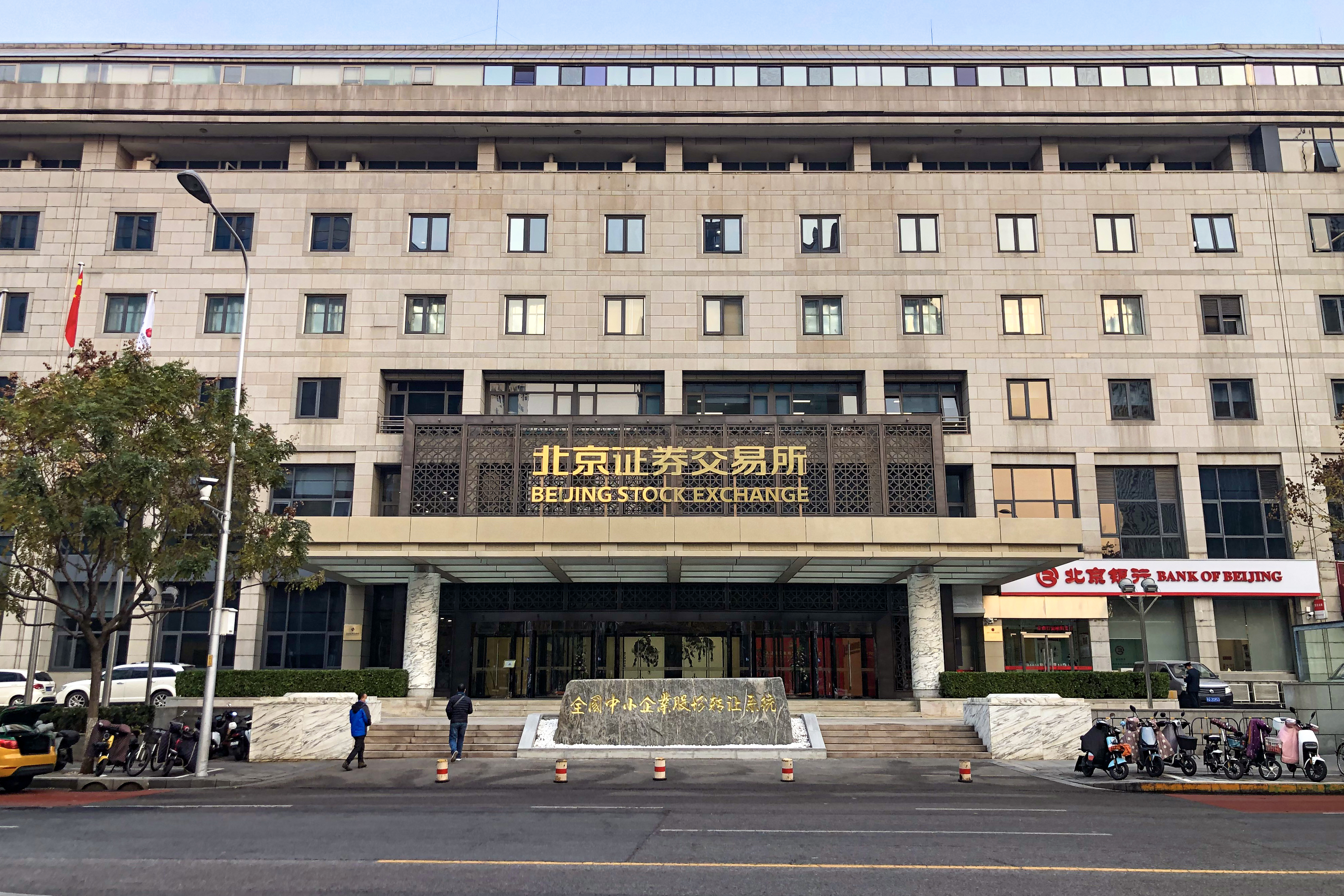
Здание Пекинской фондовой биржи

Фондовый рынок КНР является вторым крупнейшим в мире после фондового рынка США, на конец 2020 года его капитализация составляла 80 трлн юаней (12 трлн долларов). Его основу составляют две фондовые биржи, Шанхайская и Шэньчжэньская, открытые в начале 1990-х годов; в ноябре 2021 года начала работу Пекинская фондовая биржа.

## История
Первая фондовая биржа в Китае появилась в Шанхае в конце XIX века. Первое упоминание о списках акций шанхайских компаний относится к 1866 году. В 1891 году была основана Ассоциация брокеров Шанхая, это и считается датой основания первой биржи в Китае. В 1904 году Ассоциация была зарегистрирована как Шанхайская фондовая биржа. Позже фондовые биржи появились в Пекине и Тяньцзине. В 1941 году биржа прекратила работу из-за оккупации Шанхая японскими войсками; в 1946 году возобновила работу, но уже в 1949 году с провозглашением Китайской Народной Республики была вновь закрыта.
В 1980-х годах начался процесс акционирования государственных предприятий. Первая акционерная компания была учреждена универмагом в 1984 году и называлась Tianqiao Department Store Co. Ltd. Вскоре появились тысячи акционерных компаний, но их акции распространялись среди сотрудников и не подлежали продаже. 26 ноября 1990 года была создана новая Шанхайская фондовая биржа, торги начались 19 декабря того же года. В январе 1991 года начала работу вторая фондовая биржа КНР в Шэньчжэне. В 1997 году обе биржи были подчинены Комиссии по ценным бумагам КНР, созданной в 1992 году.
В 2001 году капитализация Шанхайской фондовой биржи достигла пикового значения, за которым последовал затяжной спад, продлившийся до 2006 года, когда здесь были размещены акции крупнейшего банка страны, Industrial and Commercial Bank of China. В 2007 году основной индекс биржи как несколько раз обновлял максимум, так и демонстрировал рекордное падение («чёрный вторник» 27 февраля). Подобные колебания наблюдались и в 2015 году.
В 2014 году была создана система Shanghai-Hong Kong Stock Connect, позволяющая гонконнским и международным инвесторам покупать акции, котирующиеся на Шанханхайской фондовой бирже, и наоборот, инвесторам на Шанхайской фондовой бирже покупать акции с листингом на Гонконгской фондовой бирже. Через два года такая же система связала торговые площадки Гонконга и Шэньчжэня (Shenzhen-Hong Kong Stock Connect).
В 2019 году Шанхайской фондовой биржей была создана площадка STAR Market для торговли акциями высокотехнологичных компаний (аналог NASDAQ); с 2009 года подобная площадка работает и в Шэньчжэне (ChiNext). 15 ноября 2021 года начались торги на Пекинской фондовой бирже, в первый день на ней были размещены акции 81 компании. Биржа ориентирована на малые и средние компании (не более 500 сотрудников).
Рыночная капитализация Шанхайской фондовой биржи на конец 2020 года составляла 45,5 трлн юаней (6,98 трлн долларов, третья в мире после Нью-Йоркской и NASDAQ), а Шэньчжэньской — 34,2 трлн юаней (5,24 трлн долларов, 7-я в мире).
По состоянию на конец 2021 года общее число листинговых компаний, зарегистрированных на Шанхайской и Шэньчжэньской фондовых биржах, составило 4 615, включая более 70 % из списка 500 крупнейших китайских предприятий. Общая рыночная капитализация этих компаний достигла 91,6 трлн юаней (около 14,46 трлн долл. США); прибыль, относящаяся к акционерам, достигла 1,67 трлн юаней, увеличившись на 17 % по сравнению с 2020 годом.

## Основные участники рынка
Комиссия по ценным бумагам КНР является основным регулятором фондовых рынков страны, подчинена Государственному совету КНР. Основана в 1992 году, штаб-квартира в Пекине.
На февраль 2022 года на Шанхайской фондовой бирже котировались акции 2057 компаний и 2099 наименований ценных бумаг. Рыночная капитализация биржи составляла 49,2 трлн юаней. На основной площадке котировались акции 1666 компаний, на STAR Market — 391 компании. Капитализация основной площадки — 44,2 трлн юаней, STAR Market — 5 трлн юаней.
На Шэньчжэньской фондовой бирже котировались акции 2600 компаний и 14 тысяч наименований ценных бумаг, рыночная капитализация биржи составляла 36,2 трлн юаней. Из этой суммы 1491 компания котировались на основной площадке, остальные на ChiNext; капитализация соотносилась как 23,9 трлн юаней и 12,3 трлн юаней.
China Securities Depository and Clearing Corporation является основной клиринговой и депозитарной компанией бирж КНР, в её функции входит хранение сертификатов акций и учёт списков их держателей. Компания была основана в 2001 году, штаб-квартира в Пекине.
Кроме фондовых бирж в КНР работает 4 фьючерсных биржи:
- Шанхайская фьючерсная биржа — основана в 1992 году как Шанхайская металлическая биржа, в 1999 году поглотила биржи по продовольствию и другим товарам; одна из крупнейших фьючерсных бирж по цветным металлам (наряду с Лондонской и Нью-Йоркской). Кроме цветных металлов работает с каучуком, нефтью, золотом и другими товарами.
- Товарная биржа Чжэнчжоу — специализируется на контрактах на сельскохозяйственную и нефтехимическую продукцию; основана в 1990 году.
- Даляньская товарная биржа — специализируется на контрактах на сельскохозяйственную и химическую продукцию, уголь и железную руду; основана в 1993 году.
- Китайская финансовая фьючерсная биржа — специализируется на деривативах; базируется в Шанхае.

Крупнейшими брокерскими и инвестиционными компаниями являются CITIC Securities, CNPC Capital, Legend Holdings, Haitong Securities, Guotai Junan Securities, Huatai Securities, China Huarong, GF Securities, Shenwan Hongyuan Group, China Merchants Securities, Guosen Securities, China Galaxy Securities, China International Capital Corporation, Far East Horizon, Orient Securities, Everbright Securities.
China Securities Journal является основным информационным ресурсом КНР по ценным бумагам; создан в 1992 году для раскрытия финансовой отчётности публичных компаний, публикации аналитической информации и бизнесовых новостей. В 2017 году была создана информационная группа China Fortune Media Group, в которую кроме China Securities Journal входят новостные ресуры Shanghai Securities News (издаётся с 1991 года), Economic Information Daily (издаётся с 1981 года), издательства Xinhua Publishing House (основано в 1979 году) и China Fortune Net (с 2017 года, бумажные и электронные книги), инвестиционная компания Huaxin Asset Management и аналитический центр China Fortune Academy. Группа принадлежит информационному агентству «Синьхуа», базируется в Пекине с отделениями в Шанхае и Шэньчжэне.

## Статистические данные
На 1990 год в КНР было 10 публичных компаний, в 2000 году их число уже превысило тысячу, в 2010 году их было 2063, в 2020 — 4154. Средства, выручаемые за год от размещения акций на биржах КНР, выросли с 6,9 млрд юаней в 1992 году до 2,03 трлн юаней в 2016 году, в 2020 году составили 1,42 трлн юаней. Средства, выручаемые китайскими компаниями от размещения акций на Гонконгской фондовой бирже, сильно варьируются по годам, максимум был достигнут в 2015 году (709 млрд юаней), другие пиковые значения достигались в 2006 году (306 млрд юаней), в 2010 году (234 млрд юаней), минимумы — 1995 год (3,15 млрд юаней), 1998 год (3,78 млрд юаней), 2008 год (31,1 млрд юаней), 2011 год (73,2 млрд юаней), 2019 году (78,2 млрд юаней); за 2020 год этот показатель составил 151,4 млрд юаней. Размещение корпоративных облигаций на фондовых рынках КНР началось в 2007 году и выросло с 40,7 млрд юаней до 8,48 трлн юаней в 2020 году. Общая сумма средств, вырученных от размещения ценных бумаг на фондовых биржах КНР и Гонконга, в 2020 году впервые превысила 10 трлн юаней.

## Типы акций
Китайскими компании выпускаются акции нескольких типов:
- А-акции — акции, размещённые на фондовых биржах КНР и деноминированные в юанях и предназначенные для китайских инвесторов, а также узкого круга сертифицированных международных институциональных инвесторов; такой тип акций на 2020 год выпустили 4140 компаний.
- Б-акции — акции, размещённые на фондовых биржах КНР и деноминированные в долларах США, предназначены для зарубежных институциональных инвесторов; такой тип акций выпустили около 100 компаний, их число постепенно снижается (на 2020 год — 93).
- Х-акции — акции, размещённые китайскими компаниями на Гонконгской фондовой бирже, деноминированные в гонконгских долларах.
- Н-акции, Л-акции, С-акции — акции, размещённые на фондовых биржах соответственно Нью-Йорка (американские депозитарные расписки), Лондона (глобальные депозитарные расписки) и Сингапура.

## Биржевые индексы
Основными биржевыми индексами Шанхайской фондовой биржи являются SSE 50 («голубые фишки») и SSE Composite.
Индексами Шэньчжэньской фондовой биржи являются SZSE 100 («голубые фишки»), SZSE 200, SZSE 300, SZSE Component (40 крупнейших компаний), SZSE 700, SZSE 1000, SZSE Composite (все акции)
|                                    | 2006 | 2007  | 2008  | 2009  | 2010  | 2011  | 2012  | 2013  | 2014  | 2015   | 2016   | 2017   | 2018  | 2019   | 2020   |
| ---------------------------------- | ---- | ----- | ----- | ----- | ----- | ----- | ----- | ----- | ----- | ------ | ------ | ------ | ----- | ------ | ------ |
| SSE Composite — минимум            | 1162 | 2542  | 1165  | 1844  | 2320  | 2134  | 1949  | 1850  | 1974  | 2851   | 2638   | 3017   | 2449  | 2441   | 2647   |
| SSE Composite — максимум           | 2699 | 6124  | 5523  | 3478  | 3307  | 3067  | 2478  | 2445  | 3239  | 5178   | 3639   | 3451   | 3587  | 3288   | 3475   |
| SZSE Composite — минимум           | 279  | 548   | 452   | 558   | 890   | 829   | 725   | 816   | 1005  | 1409   | 1618   | 1754   | 1212  | 1232   | 1553   |
| SZSE Composite — максимум          | 553  | 1568  | 1584  | 1241  | 1413  | 1316  | 1020  | 1106  | 1504  | 3157   | 2304   | 2054   | 1966  | 1799   | 2341   |
| Рыночная капитализация, трлн юаней | 8,94 | 32,71 | 12,14 | 24,39 | 26,54 | 21,48 | 23,04 | 23,91 | 37,25 | 53,15  | 50,77  | 56,71  | 43,49 | 59,29  | 79,72  |
| Объём торгов за год, трлн юаней    | 9,05 | 46,06 | 26,71 | 53,60 | 54,56 | 42,16 | 31,47 | 46,87 | 74,24 | 255,05 | 127,77 | 112,46 | 90,17 | 127,42 | 206,83 |